# 博格諾里吉斯
博格諾里吉斯（英語：Bognor Regis，/ˌbɒɡnər ˈriːdʒɪs/）是英國西薩塞克斯郡阿朗的一個民政教區和海邊度假地，處於英格蘭南岸。位於倫敦西南55.5英里（89.3）、布賴頓西24英里（39）、奇切斯特東南6英里（9.7）。
博格諾（Bognor）是蘇塞克斯最古老的的盎格魯-撒克遜地名之一 。680年的一份文件中該地以“Bucgan ora”之名出現，意思是Bucge（盎格魯-撒克遜女性名稱）的海岸或登陸點。

## 歷史
19世紀博格諾里吉斯的旅遊業開始發展，1929年被喬治五世選為其休養地。
阿波羅-聯盟測試計劃的會議曾計劃在此地舉行，但由於时间延誤而改在法國梅茨附近。
博格諾里吉斯的鎮中心在1994年被愛爾蘭共和軍襲擊，共15家商店受損，但沒有人員傷亡。

## 外部連結
- Bognor Regis Town Council （页面存档备份，存于）